# Кронек, Людвиг
Людвиг Кронек (нем. Ludwig Chronegk; 3 ноября 1837, Бранденбург-на-Хафеле — 7 июля 1891, Майнинген) — театральный режиссёр и актёр, директор Мейнингенского театра.

## Биография
Людвиг Кронек свою сценическую деятельность начинал как актёр в Берлине, затем служил в театрах Цюриха, Лейпцига и других городов; приобрёл известность как исполнитель комедийных ролей простаков. В 1866 году герцог Георг II пригласил Кронека в Мейнингенский театр, где раскрылся его режиссёрский талант.
Кронек стал одним из первых профессиональных театральных режиссёров; под его руководством Мейнингенский театр впервые выдвинул принципы ансамблевости — в противовес царившему в драматическом театре, как и на оперной сцене, культу премьеров и примадонн, — подчинения всех компонентов спектакля единому замыслу, достоверного воссоздания среды.
Георг II назначил Кронека главным режиссёром, позже директором, а затем и управляющим Мейнингенского театра. В 1874—1890 годах труппа много гастролировала в Европе, дважды, в 1885 и 1890 годах, побывала в России и немало способствовала утверждению главенствующей роли режиссёра в драматическом театре.